# Wolfgang Schonendorf
Wolfgang Schonendorf (* 1925; † 22. Dezember 1986 in Ost-Berlin) war ein deutscher Hörspielregisseur.

## Leben
Schonendorf war seit 1950 in den Studios Berlin-Grünau, Masurenallee und schließlich Nalepastraße für den Rundfunk der DDR tätig und arbeitete sich als Schüler Gottfried Hermanns ins Inszenierungs-Metier des Hörspiels ein. Nach einem Berufseinstieg als Redakteur, Reporter und Sprecher wurde er bereits im September 1952 stellvertretender Chefregisseur. Von 1957 bis zur Umstrukturierung der Hauptabteilung Dramaturgie/ Produktion im Herbst 1969 wirkte Wolfgang Schonendorf als Chefregisseur. Danach übernahm er in der neuen Hauptabteilung Funkdramatik die Leitung der Abteilung Regie/Sender, wo er für alles verantwortlich zeichnete, was für den Rundfunk der DDR auf dem Gebiet der Literatur, des Schulfunks, der Funkerzählung, der öffentlichen Literaturveranstaltungen zu inszenieren war.
Beim Rundfunk der DDR wirkte Schonendorf als Mentor und Förderer für junge Hörspielregisseure. Im Jahr 1966 setzte er sich für die Festeinstellung von Joachim Staritz ein. Schonendorf hat seit Ende der 1950er Jahre bis Anfang der 1980er Jahre über 50 Hörspiele und Radio-Features inszeniert, darunter die Radio-Premieren der Stücke von Autoren wie Inge Müller, Heiner Müller, Alfred Matusche oder Günter Kunert.
Er war Regisseur des Hörspiels Gelassen stieg die Nacht an Land von Adolf Schröder, das einen frühen Versuch der Auseinandersetzung mit dem Nationalsozialismus und der spezifisch deutschen Geschichte darstellt. Die Erstsendung war am 10. Juni 1965 im Deutschlandsender. Schonendorf entwarf zu dem stilistisch der Gattung des sog. „Traumhörspiels“ zugehörigen Hörspiel, „unbewusste Ängste in akustischen Bildern“. Seine Inszenierung gilt als „ästhetisch herausragend“. Er verwendete verschiedene klangliche Aspekte, zu denen akustische und elektronische Klänge, Halleffekte, Überblendungen und Verfremdungen gehörten. Seine Regie entfernte sich somit weitgehend von den künstlerischen Vorgaben des Sozialistischen Realismus.
Er war auch Regisseur des in seiner Länge epischen Hörspiels Die Ermittlung nach dem Drama von Peter Weiss. Für die musikalische Gestaltung und Untermalung verpflichtete er Siegfried Matthus; die Hauptrollen waren mit Wilfried Ortmann, Norbert Christian und Martin Flörchinger besetzt. Schonendorfs Ermittlung lief erstmals am 26. Oktober 1965 im Deutschlandsender. Radio DDR II übertrug den ersten Teil ebenfalls am 26. Oktober 1965, den zweiten Teil am 27. Oktober 1965. Die Berliner Zeitung am Abend sprach von einer „vorzüglichen Inszenierung“. Das Deutsche Rundfunkarchiv besprach seine Produktion im November 2013 in einem Artikel in der Rubrik „Das besondere Dokument“.
Im Jahr 1975 führte Schonendorf Regie bei dem Hörspiel Zeit zu sterben nach Motiven von Gabriel García Márquez; Sprecher waren u. a. Kurt Böwe, Gerd Ehlers und Ruth Glöss.
Im Oktober 1969 erhielt er den Kunstpreis der DDR. Hörspiele, bei denen er Regie führte, wurden in der DDR mehrfach ausgezeichnet. Das Hörspiel Traumposten erhielt 1979 den „Hörspielpreis der Hörer“ und den „Sonderpreis der Kritiker“.

## Regiearbeiten (Auswahl)

### Hörspiele
- 1952/1953:  Michail Scholochow: Neuland unterm Pflug
- 1954: Julius Hay: Energie, zusammen mit Co-Regisseur Helmut Hellstorff
- 1956: Günther Weisenborn: Memorial
- 1957: Wsewolod Wischnewski: Die Straße des Soldaten
- 1958: Inge Müller und Heiner Müller: Die Korrektur (Erste Fassung), Produktion: März 1958, vor der geplanten Sdg. am 26. März 1958 abgesetzt, Ursendung: 4. Januar 1997, MDR Kultur
- 1958: Inge Müller und Heiner Müller: Die Brücke
- 1958: Inge Müller und Heiner Müller: Die Korrektur (Zweite Fassung), Produktion: Oktober 1958, Ursendung: 13. November 1958, Berliner Rundfunk
- 1959: Hasso Grabner: Wer verschenkt schon seinen Sieg
- 1960: Inge Müller: Die Weiberbrigade, Ursendung 9. November 1960, Radio DDR[11]
- 1961: Alfred Matusche: Unrast
- 1961: Rolf Schneider: Abschied von Sundheim
- 1965: Adolf Schröder: Gelassen stieg die Nacht an Land
- 1965: Peter Weiss: Die Ermittlung, Komposition: Siegfried Matthus, mit Wilfried Ortmann, Norbert Christian, Martin Flörchinger, u. v. a. (247 Min.), 26. Oktober 1965, Deutschlandsender und Radio DDR II
- 1967: Wsjewolod Wischnewski: Ein Regiment aus Kronstadt und sein Ende, Stereo-Inszenierung zusammen mit Helmut Hellstorff
- 1969: Joachim Nowotny: Meine Bekannte (in UdSSR mit Wladimir Semjonowitsch Wyssozki)
- 1970: Wolf Michalke: Entscheidung auf der Straße
- 1971: Günter Kunert: Mit der Zeit ein Feuer (Albrecht Dürer)
- 1971: Maximilian Scheer: Der Weg nach San Rafael
- 1971: Soja Tschernyschowa: Die Kraniche fliegen im Keil
- 1972: Günter Kunert: Ehrenhändel (Heinrich Heine)
- 1972: Ernest Stric: Telefon vor Mitternacht
- 1973: Gilles Perrault: Ein Schluchzen ohne Ende
- 1974: Helmut Richter: Sie hieß Tinh, Tinh heißt Liebe
- 1974: Gustavo Labarca: Die Kordilleren geben keine Antwort
- 1974: Wolfgang Müller: Die Spur des Helfried Pappelmann
- 1974: Mark Boguslawski: Die Nußtorte
- 1974: Eduard Klein: Der stille Krieg des Mister North
- 1975: Gabriel García Márquez: Zeit zu sterben
- 1976: Wassilij Schukschin: Energische Leute
- 1976: Wladimir Burylitschew: Die Bürde des Ruhms
- 1977: Maxim Gorki: Mit dem Teufel im Wind
- 1977: Volkmar Röhrig Ein Tag wie ein ganzes Leben
- 1977: Alexander Gelman: Rückkopplung
- 1978: Jochen Hauser, Ernst-Frieder Kratochwil, Siegfried Pfaff, Gerhard Rentzsch: Alex und drumrum (Inszenierung in Kunstkopf-Stereofonie)
- 1978: Horst Matthies: Traumposten
- 1980: Elfriede Brüning: Partnerinnen
- 1980: Ernst-Frieder Kratochwil: Das klare Wort der Schrift, Musik: Volker Bräutigam, mit Kurt Böwe, Dieter Mann und Horst Hiemer, Zweitproduktion, Erstsendung: 9. November 1980, Radio DDR II
- 1981: Martin Honemann: Die Frau, der Mann, das Fräulein, Reihe Tatbestand, Folge 21
- 1981: Wassil Bykau: Die Brücke von Kruhljany
- 1982: Heinz Drewniok: Karl und Kasimir
- 1983: Heinz Drewniok: Unterm Birnbaum
- 1983: Nikolai Ostrowski: Eine Dummheit macht selbst der Gescheiteste
- 1984: Margot Volkland: Annonce für Roland
- 1985: Kurt Tucholsky: Mich haben sie falsch geboren

### Features
- 1972: Benito Wogatzki: Christine
- 1973: Helmut Schulz: Berlin – Ecke Blumenstraße
- 1973: Rainer Koch: Poulo-Condor oder der Sinn des Lebens
- 1974: Peter Biele: Martha und das Gänseliesel
- 1974: Manfred Engelhardt: Der Mond tanzte Krakowiak
- 1975: Harald Hauser: ...unter der Sonne dieses Gesangs
- 1976: Joachim Seyppel: Fair Play oder When The Saints Go Marching In
- 1985: Perry Friedman: Ich bin Tscherokese[12]

### Artikel
- Der Rundfunk – die Hörer – die Hörerversammlungen, in: Unser Rundfunk 8/1953, 51, S. 19
- Unsere Stanislawski-Diskussion, in: Unser Rundfunk 9/1954, 9, S. 19